# Karel Krejci
Karel Erhart Krejčí, född  5 december 1889 i Wien, död 27 juni 1942 i Halmstad, var en tjeckisk kompositör, målare och lärare som arbetade i Tjeckoslovakien, Jugoslavien, Ryssland, Nederländerna och Sverige.

## Biografi
Karel Krejčí var son till de tjeckiska föräldrarna Josef och Maria Krejčí. Han visade från tidig ålder musikalisk och konstnärlig talang. Vid tio års ålder började han studera musik och  vid fjorton års ålder blev han antagen som andraviolinist vid nationaloperan i Brno i Tjeckien. 
Krejčí fortsatte studera samtidigt som han reste till bland annat Ryssland, Polen, Tyskland och Jugoslavien, för att medverka i stora operaorkestrar. Han återvände senare till Brno som första konsertmästare och var lärare vid musikkonservatoriet under Leoš Janáček.
År 1913 gifte sig Krejčí med Markéta Wanjek, dotter till Johann Thomas Wanjek och Ernestina Wanjek, född Jahoda. Året därpå föddes dottern Markéta, som senare gifte sig med den bulgariske ingenjören och uppfinnaren Zlatan Ananiev Zlatkov. Efter hustruns död 1917 och krigets slut 1918 stannade han i Frankrike och studerade konst. Därefter reste Krejčí till Nederländerna och bosatte sig slutligen i Helsingborg 1919. Två år senare fick han en tjänst som kapellmästare i Härnösand.
I november 1928 flyttade Krejčí till Halmstad, där han var verksam resten av sitt liv. Här etablerade han sig som en respekterad musiklärare och violinist i olika orkestrar. Han var medlem i Halmstads Orkesterförening och en av grundarna till Halmstads Kammarmusikförening samt ABF-orkestern. Krejčí deltog regelbundet i Göteborgs symfoniorkester tillsammans med cellisten Guido Vecchi. År 1932 gifte han sig med Altea Emma Charlotte Gärtner, ursprungligen från Uddevalla, dotter till Georg Bernhard Gärtner och Maria Elisabet.
I Halmstad komponerade han bland annat verket Symfoni i g-moll.
Krejčí tonsatte även Pär Lagerkvists dikt Allt står emot evighetsgrunden från samlingen Genius från 1937. Hans verk Sonat i C-dur (On a Nordic Note) tillägnades pianisten Sigrid Mahrström. På 1940-talet framförde hans vän Hugo Norén ett sångprogram baserat på Krejcis Fem sånger för röst och piano i Göteborgs radio.
Krejci var även aktiv som målare och ställde ut sina verk i Halmstad och Göteborg. Åren 1935, 1937 och 1940 presenterade han sina målningar tillsammans med Erik Arosenius, Knut Götharson, Gunnar Christenson, Erik Gyllensvärd och Holger Eriksson. Hallands konstmuseum anordnade en minnesutställning efter hans död 1943.

## Symfoni i g-moll
Symfoni i g-moll komponerades av Krejčí medan han bodde i Helsingborg. Det är en fyrsatsig symfoni i klassisk form med självbiografiska inslag. Efter en melankolisk ouvertyr skildrar den första satsen en orolig ungdom och en längtan efter ett främmande land, som så småningom blir en fridfull vistelse i Sverige. Den andra satsen, som är den formellt mest lösa (kvasifantasi), är helt genomsyrad av en djup tragik, som ett minne av krigstiden 1914 till 1918. Den tredje satsen, "Scherzo", kännetecknas av ironi och satir, och har dessutom en atmosfär som påminner om en pastoral scen från Böhmen. Den fjärde satsens stormiga öppning, med sin plötsliga lugnare fortsättning, representerar den vilda sjukdomsrusningen och den efterföljande resignationen. Omedelbart därefter kommer dock det groteska Allegro. Satsens sekundära motiv är en imitation av de tjeckiska säckpiparnas musik. Symfonin avslutas med en religiöst stämd fuga.

## Utvalda musikaliska verk
- Fem sånger för röst och piano
- Sonatina i a-moll för piano
- Sonat i C-dur På en nordisk ton för piano
- Sex sånger för medium röst och piano
- Symfoni i g-moll